# Esclangon (cratère)
Esclangon est un cratère lunaire situé sur la face visible de la Lune. Il se trouve au nord-ouest du grand cratère Macrobius (en) et à l'est de la mare lunaire Sinus Amoris. Au nord-est s'étend le lac lunaire Lacus Bonitatis. L'intérieur de ce cratère a été inondé, ne laissant qu'une couronne basse au-dessus de la surface. Le bord n'est pas tout à fait circulaire, ayant des renflements au nord-est et nord-ouest, très probablement en raison des petits cratères qui ont fusionné avec le bord principal. La surface intérieure est de même niveau et presque sans relief.
En 1976, l'Union astronomique internationale a donné le nom de l'astronome français Ernest Esclangon à ce cratère lunaire.